# Gun-Britt Andersson
Back Tyra Gun-Britt Ingegerd Andersson, född 13 september 1942 i Malung, är en svensk nationalekonom och ämbetsman. Hon gifte sig 1964 med Göran Andersson. De har två barn.
Hon studerade ekonomi, statskunskap, geografi och matematik vid Uppsala universitet och blev 1968 filosofie kandidat. Hon var 1969-70 kanslisekreterare i finansdepartementet, 1970-75 i utrikesdepartementet (UD), 1975-80 kanslichef i Swedish Agency for Research Cooperation with Developing Countries (SAREC), 1980-82 biträdande chef och 1983-84 chef för biståndskontoret vid Sveriges ambassad i Dar es-Salaam, Tanzania, 1984-87 personalchef vid SIDA, 1987-92 departementsråd vid UD, 1992-94 chef för UNRWA i Jerusalem, 1994 statssekreterare vid socialdepartementet och från 1996 statssekreterare vid UD med ansvar för migrations- och flyktingpolitik. År 1999 lades biståndsfrågor till hennes ansvarsområde. År 2003 utnämndes hon till Sveriges ständiga representant vid OECD.
Hon har 1985-90 haft kommunalpolitiska uppdrag för socialdemokraterna i Järfälla kommun, 1990-92 varit styrelseledamot i Exportkreditnämnden, 1988-92 varit vice ordförande i Beredningen för internationellt tekniskt-ekonomiskt samarbete (BITS), 1990-92 vice ordförande i OECD:s utvecklingskommitté DAC.
Hon har skrivit artiklar och varit medförfattare till böcker om internationella utvecklingsfrågor.